# Хор, Тони
Тони Хор (англ. Tony Hoar; 10 февраля 1932, Emsworth, Гэмпшир — 5 октября 2019, Виктория) — британский шоссейный велогонщик, выступавший на международном уровне в середине 1950-х годов. Участник нескольких крупных гонок на шоссе, один из первых британцев, сумевших преодолеть все этапы «Тур де Франс» — обладатель награды «Лантерн руж» за последнее место в гонке. Также известен как инженер, проектировщик велосипедов.

## Биография
Тони Хор родился 10 февраля 1932 года в городке Эмсворт графства Гэмпшир, Англия.
Работал водопроводчиком в Портсмуте и в конце 1940-х годов увлёкся шоссейным велоспортом, организовав в Эмсворте небольшой велоклуб.
В 1953 году выиграл один из этапов любительской гонки Tour of the Stations.
В 1954 году одержал победу в гонке «Фолкстон — Лондон», принял участие в «Туре Ирландии», где выиграл три этапа и стал третьим в генеральной классификации. Благодаря череде удачных выступлений обратил на себя внимание тренеров английской сборной и удостоился права защищать честь страны на Играх Британской империи и Содружества наций в Ванкувере — стартовал здесь в шоссейной групповой гонке, но не финишировал и не показал никакого результата.
В 1955 году Хор присоединился к первой британской профессиональной велокоманде Hercules Cycles, в составе которой стартовал в таких гонках как «Париж — Ницца», «Тур Египта», «Тур Британии», «Тур Нидерландов». Принимал участие и в главном событии в мире велоспорта «Тур де Франс» — вместе с соотечественником Брайаном Робинсоном стал первым в истории британцем, кому удалось преодолеть все этапы этой супермногодневной гонки. При этом он занял в генеральной классификации последнее 69-е место и получил соответствующую награду «Лантерн руж». Также в концовке сезона отметился выступлением в групповой гонке профессионалов на шоссейном чемпионате мира в Фраскати, но здесь не финишировал.
Сезон 1956 года провёл в швейцарской команде Cilo-Saint-Raphaël, в её составе выступил на «Вуэльте Испании», исполнял здесь роль доместика капитана команды Хуго Коблета, но сошёл с дистанции в ходе одного из этапов.
После завершения спортивной карьеры в конце 1956 года Тони Хор переехал на постоянное жительство в Канаду, где работал инженером в компании по производству велосипедов Canadian Bicycle Specialists.
Стоял у истоков веломотокросса, в 1982 стал одним из основателей Международной федерации BMX и занял здесь должность вице-президента.
В 1980-х годах также спроектировал коляску трёхкратного паралимпийского чемпиона Рика Хансена.
По состоянию на 2013 года управлял собственной компанией по производству велосипедных трейлеров.
Умер от рака 5 октября 2019 года в возрасте 87 лет.